# Robert Frost
Robert Lee Frost (* 26. März 1874 in San Francisco, Kalifornien; † 29. Januar 1963 in Boston, Massachusetts) war ein US-amerikanischer Dichter und vierfacher Pulitzer-Preisträger. Er zählt zu den bedeutendsten Schriftstellern des 20. Jahrhunderts und war in den USA an Popularität unübertroffen. Sein Werk umfasst Lyrik, längere Blankverstexte und zwei dramatische Stücke. Er ist keiner literarischen Strömung eindeutig zuzuordnen.

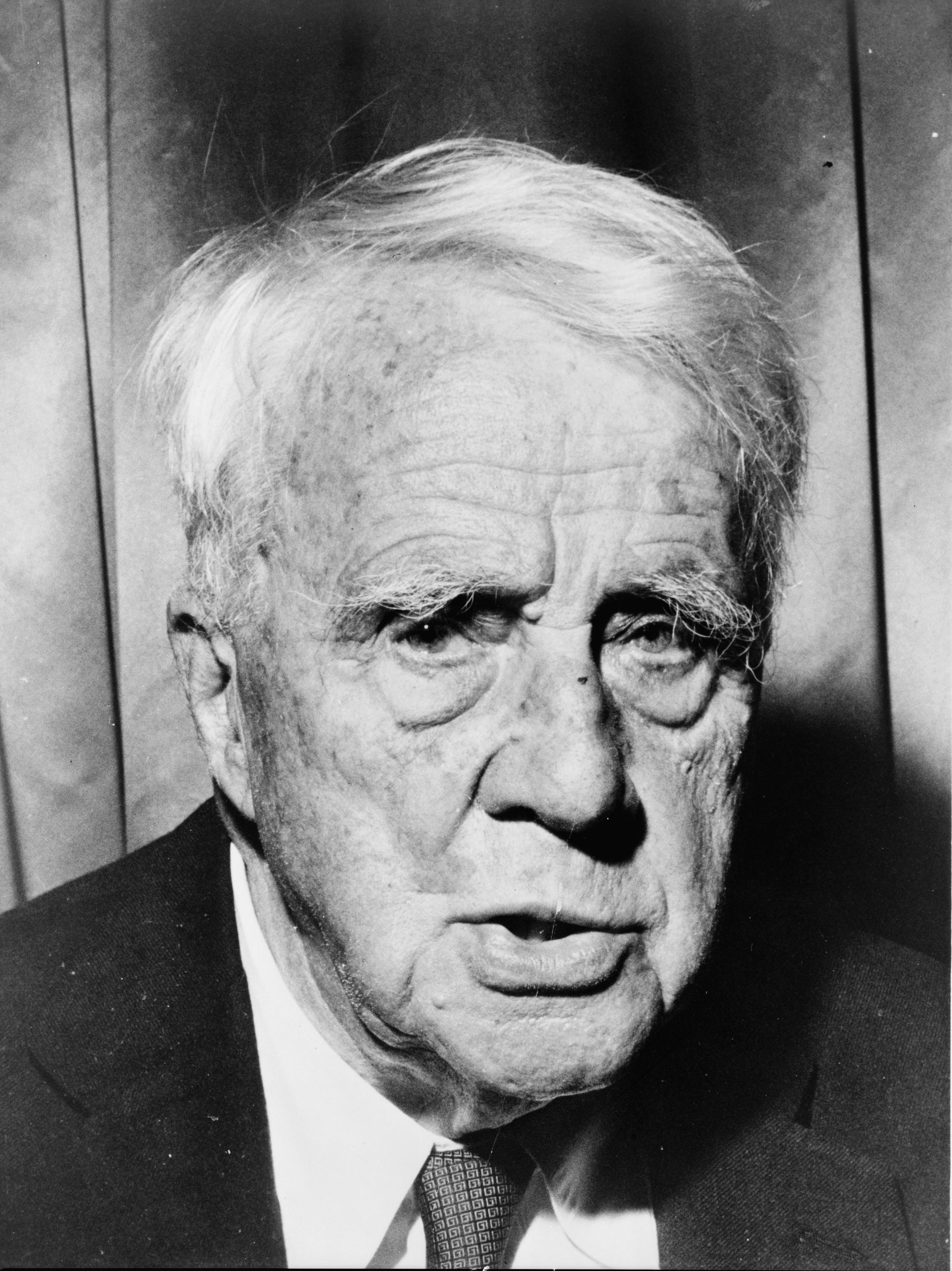
Robert Frost im Jahr 1961

## Leben

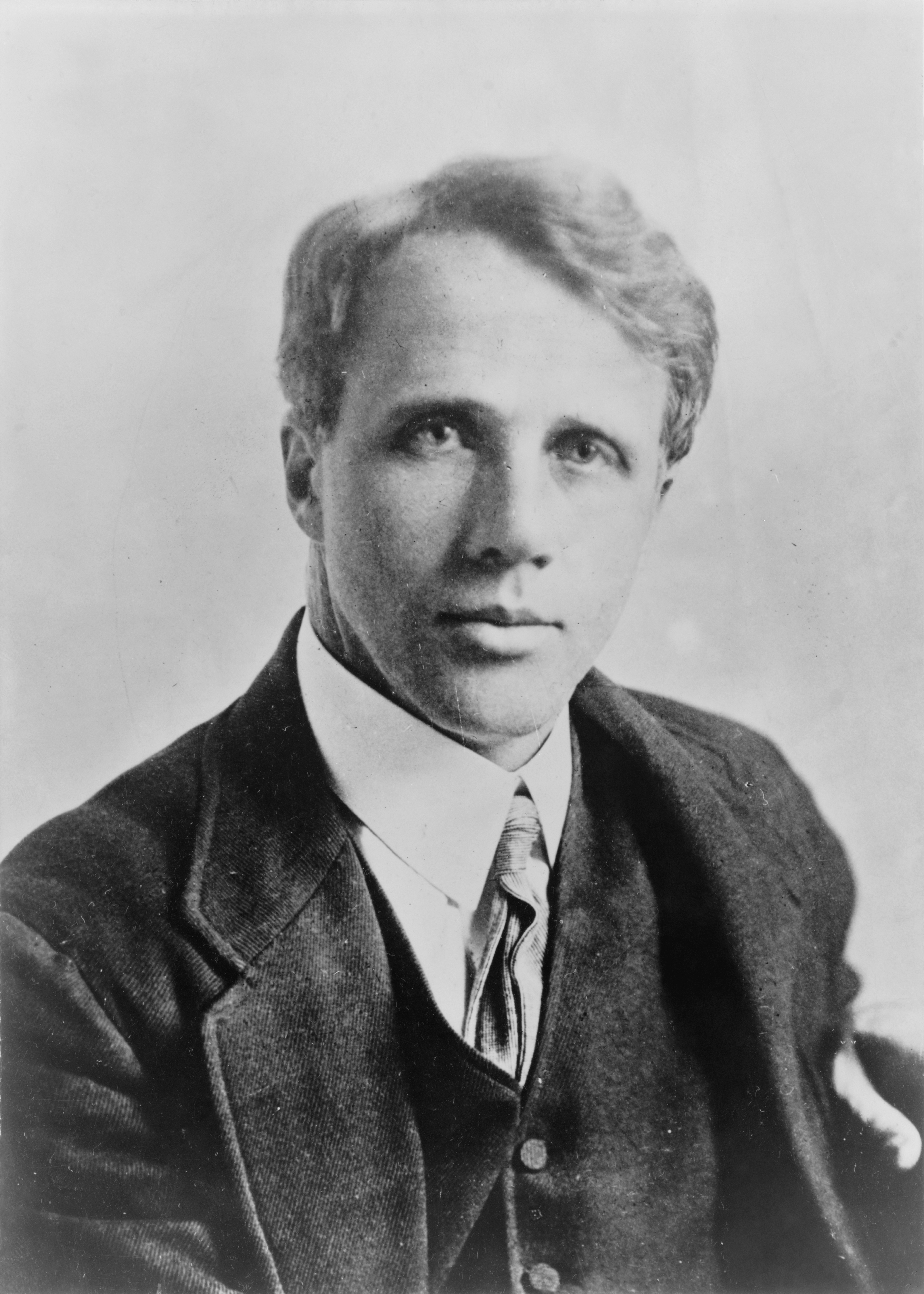
Robert Frost (zwischen 1910 und 1920)

Robert Frost wuchs bis zum Alter von elf Jahren in San Francisco auf. Seine Mutter Isabelle M. Frost, schottischer Abstammung, war Mitglied der Neuen Kirche. Sie ließ ihn dort taufen, doch als Erwachsener verließ Frost diese Glaubensgemeinschaft. Sein Vater William P. Frost Junior, Nachfahre englischer Einwanderer, an der Harvard University Boston ein herausragender Student, war Mitherausgeber der San Francisco Daily Evening Post und betätigte sich politisch für die Demokratische Partei. 1885 starb er an Tuberkulose, und die Mutter zog mit den Kindern nach Lawrence, Massachusetts, zum Großvater William P. Frost Senior. 
Schon während der Schulzeit schrieb Frost Gedichte, die in einer Schülerzeitung abgedruckt wurden. 1892 verließ er die Highschool als Jahrgangsbester und wurde an der Harvard University, Boston, angenommen. Die Großeltern waren damit jedoch nicht einverstanden, so dass Frost zunächst das Dartmouth College in Hanover, New Hampshire, besuchte. Er verließ es bald aus verschiedenen Gründen. Zurück in Lawrence arbeitete er unter anderem als Lehrer, Schustergehilfe und Fabrikarbeiter. Daneben schrieb er Artikel für die Zeitungen American und Sentinel.
1894 verkaufte er erstmals ein Gedicht, betitelt My Butterfly: An Elegy, erschienen am 8. November auf der Titelseite des New Yorker Independent. Es gelang ihm in den nächsten Jahren, weitere zwölf Gedichte in Zeitungen zu veröffentlichen.
Schon in der Zeit an der Highschool hatte er sich heftig in seine Mitschülerin Elinor Miriam White, ebenfalls Jahrgangsbeste, verliebt. Einen Heiratsantrag lehnte sie mit der Begründung ab, sie wolle erst ihr Studium an der St. Lawrence University, Staat New York, beenden. Sie zeigte sich auch nicht begeistert über seine Gedichte, die noch der viktorianischen Tradition verhaftet waren. Aus Liebeskummer brach er zu einer Wanderung durch den Great Dismal Swamp auf, der damals unter Literaten als „Zuflucht der Hoffnungslosen“ galt. Er verarbeitete diese Erfahrung später in mehreren Gedichten. Nach seiner Rückkehr nahm Elinor White den Heiratsantrag an, und das Paar wurde 1895 in Lawrence, Massachusetts, getraut. Trotz starker Liebe, die Frost in seinen Liebesgedichten bezeugt, wird die Ehe von häufigen Auseinandersetzungen überschattet sein.
Frost nahm nun doch ein Studium an der Harvard University auf, auch um Vorlesungen von William James zu hören, der allerdings für ein Jahr wegen Krankheit ausfiel. Obwohl Frost ein guter Student war, verließ er Harvard nach zwei Jahren, um seine rasch wachsende Familie und seine Mutter ernähren zu können. Er erlangte somit nie einen Studienabschluss. Stattdessen widmete er sich landwirtschaftlicher Tätigkeit, die er bereits bei Sommeraufenthalten während seiner Schulzeit kennengelernt hatte. Sein Großvater beschaffte ihm 1900 eine Farm in  Derry, New Hampshire, die Frost mit seiner Frau rund ein Jahrzehnt bewirtschaftete. Viele seiner Gedichte verfasste er spät nachts, Veröffentlichungen gelangen ihm in dieser Zeit nicht.
Da die Farm nicht genug Ertrag abwarf, arbeitete er ab 1906 nebenbei als Englischlehrer, vor allem an der Pinkerton Academy in Derry. Gerade die Lehrtätigkeit in Derry, die auf seine Initiative hin auch das Einstudieren von Theaterstücken beinhaltete, trug ihm die Anerkennung von Kollegen und Vorgesetzten ein, und er betrachtete sie später als fruchtbar für sein eigenes Schreiben. In diesen Jahren beschäftigte er sich intensiv mit den Ideen von Henri Bergson und wieder mit William James. Beide Philosophen werden sein Denken und Dichten bis an sein Lebensende stark beeinflussen.
1911 verkaufte er die Farm und übersiedelte im Jahr darauf mit seiner Familie nach England, wo er sich in Beaconsfield, unweit von London, niederließ. Er fand rasch Anschluss an den Kreis der „Georgian Poets“ und lernte bedeutende Schriftsteller kennen, darunter Thomas Ernest Hulme, Robert Graves, William Butler Yeats und Edward Thomas, mit dem ihn eine enge Freundschaft verband. Auch Ezra Pound, Amerikaner, der ebenfalls nach Großbritannien ausgewandert war, zählte zu seinen Freunden. Pound schrieb für Frost mehrere Rezensionen und trug zum Bekanntwerden seines Werks bei. Frost zeigte sich viele Jahre später erkenntlich, als er sich 1958 maßgeblich für Pounds Freilassung einsetzte.
In dieser Zeit entwickelte und präzisierte Frost sein dichterisches Credo. 1913 wurde in London seine erste Gedichtsammlung, A Boy’s Will, veröffentlicht; eine Sammlung vorwiegend von Blankvers-Dichtungen mit dem Titel North of Boston erschien 1914 ebenfalls dort. Seinen Anspruch an sich selbst formulierte Frost bereits 1913, so: Er hoffe, die allgemeine Leserschaft zu erreichen, die Bücher zu Tausenden kaufe, er wolle ein Dichter für alle sein, schrieb er an seinen Freund John Bartlett. Er hielt zahllose Lesungen und Vorträge, sodass Allen Ginsberg ihn einen „Unternehmer in Sachen Dichtkunst“ nannte.  
Nach Ausbruch des Ersten Weltkriegs kehrte die Familie Frost nach Neuengland zurück, wo der New Yorker Verlag Henry Holt zwischenzeitlich eine amerikanische Ausgabe von North of Boston herausgebracht hatte, mit einer für einen Gedichtband beispiellosen verkauften Auflage von 20 000 Exemplaren. In einer begeisterten Rezension bezeichnete die Dichterin Amy Lowell das Buch als den „amerikanischsten Gedichtband, der seit geraumer Zeit erschienen ist.“ Frost erhielt Unterstützung durch die Literaturkritiker William Stanley Braithwaite und Louis Untermeyer. Mit letzterem sollte ihn eine lebenslange tiefe Freundschaft verbinden.
Frost wählte eine Farm in Franconia, New Hampshire, zum neuen Wohnsitz; als „Frost Place“ ist sie heute ein Literaturmuseum und Ort für literarische Veranstaltungen. Auch nahm er seine Tätigkeit als Lehrer erneut auf, unter anderem als Professor für Englisch am Amherst College, Massachusetts, wo er mit Unterbrechungen bis zu seinem Tode unterrichtete. Die Bibliothek dort trägt heute seinen Namen.

Er schrieb weiterhin Gedichte und veröffentlichte sie in Zeitungen, sodass er allmählich einem immer größeren Publikum bekannt wurde. In Abständen wurden sie zu Gedichtbänden zusammengefasst, der nächste war 1916 Mountain Interval. Im selben Jahr durfte er an der Harvard University erstmals zu Vorlesungsbeginn als Phi Beta Kappa poet eines seiner Gedichte rezitieren; dies war der Auftakt zu zahllosen Ehrungen durch renommierte Institutionen.

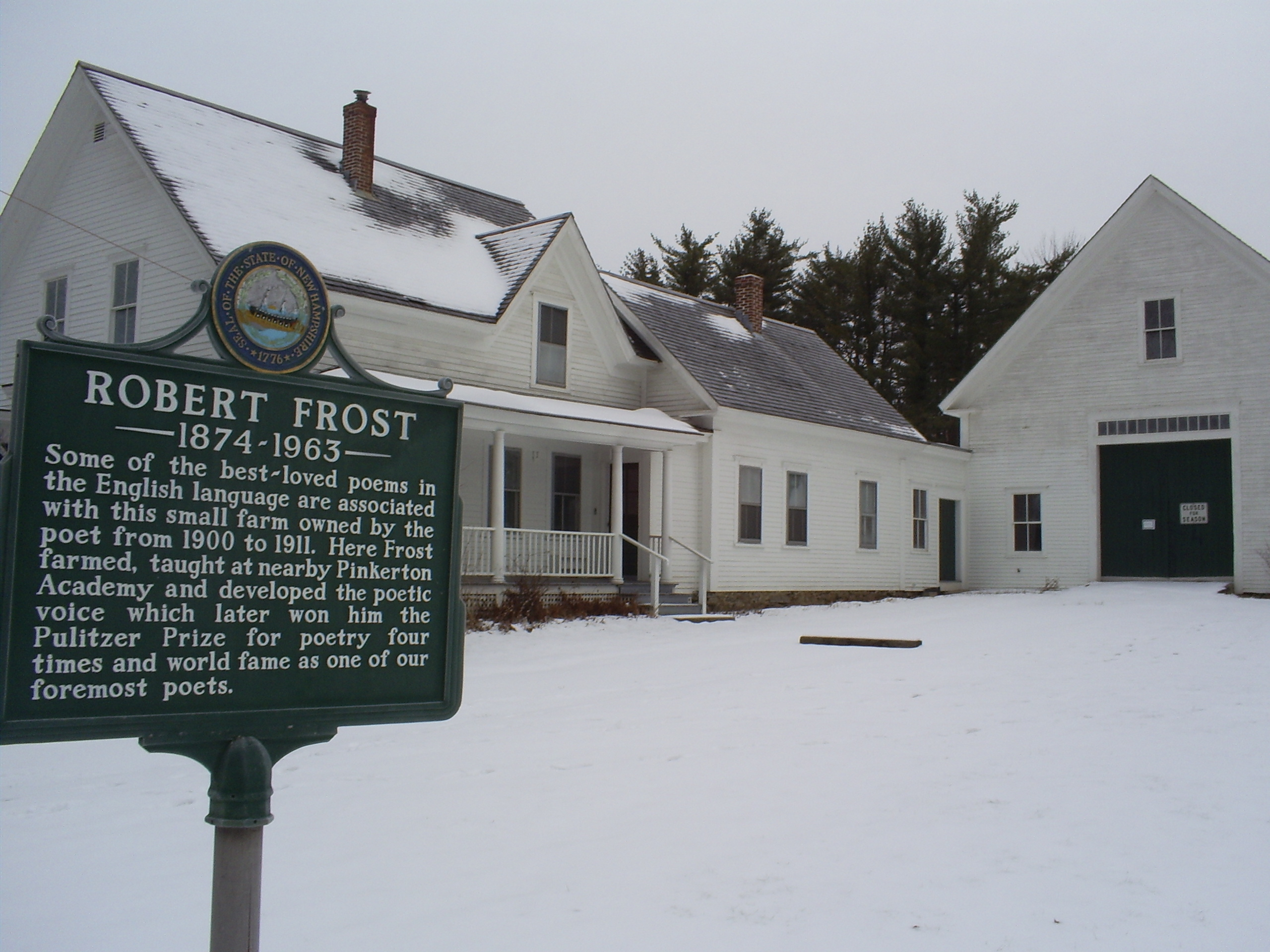
Die Robert-Frost-Farm in Derry, New Hampshire

1920 wurde seine Schwester Jeanie in eine psychiatrische Klinik eingewiesen, in der sie 1929 starb. Dies verursachte ihm auf Jahre hinaus Angstzustände, sah er doch Spuren psychischer Labilität und ernste gesundheitliche Probleme auch in sich selbst und seinen Kindern. Nicht nur das berühmte Fire and Ice, auch viele andere seiner Gedichte spiegeln diese dunklen Aspekte seiner Persönlichkeit wider. Andererseits zeigen sie auch seinen Kampf gegen die depressiven Zustände und den Willen, ihnen zu widerstehen oder zu entkommen (Come In, Dust of Snow). In dieser Zeit kaufte er eine Farm in South Shaftsbury in Vermont, wo im Wesentlichen die Gedichtsammlung New Hampshire entstand. Sie erschien 1923 und wurde von dem Holzschneider J. J. Lankes, einem guten Freund, illustriert. Frost erhielt seinen ersten Pulitzer-Preis dafür. Auch in Vermont konnte er sich als Lehrer betätigen: von 1921 bis ans Lebensende hielt er fast jedes Jahr Kurse an der Bread Loaf School of English in Ripton, Vermont, und beeinflusste stark deren Programm. Das Middlebury College, dem die Bread Loaf School zugehört, besitzt heute noch die Homer Noble Farm, die Frost 1939 erwarb, und unterhält sie als National Historic Site. 1921 und 1925 bekleidete Frost an der University of Michigan als erster die Position eines Fellow in Creative Arts, eine bezahlte Stellung ohne vorgegebene Lehrverpflichtung. Das unruhige Leben in diesem Jahrzehnt zehrte jedoch an seinen Kräften und vor allem an denen seiner Frau. Obwohl sich die Frosts nach Einfachheit zurücksehnten, konnten sie sich den Anfragen und Verpflichtungen nicht entziehen.
1927 erschien die erste Biographie über Robert Frost, 1928 die Gedichtsammlung West-Running Brook, ebenfalls mit Holzschnitten von J. J. Lankes. Im selben Jahr fuhren Frost und seine Frau für drei Monate nach England, um dort alte Freundschaften zu erneuern. 1930 erschienen die Collected Poems, eine Gedichtsammlung, die Gedichte aus allen bis dahin publizierten Bänden enthielt und ihm den zweiten Pulitzer-Preis eintrug. Bei seinen vielen Lesungen und Vorlesungen, unter anderen in Harvard, füllte Frost inzwischen große Auditorien. 1937 wurde ihm für die Gedichtsammlung A Further Range zum dritten Mal der Pulitzer-Preis zugesprochen.
Das Familienleben hingegen war von weiteren Schicksalsschlägen bestimmt: 1900 war der noch nicht vierjährige erste Sohn Elliott an Cholera gestorben, 1907 starb die Tochter Elinor Bettina kurz nach der Geburt und 1934 erlag die Tochter Marjorie dem Kindbettfieber. Frosts Ehefrau Elinor litt an Herzschwäche, bekam 1937 Brustkrebs und starb im Jahr darauf. In einem Brief an Louis Untermeyer schrieb Frost: „… sie ist die unausgesprochene Hälfte von allem, was ich jemals geschrieben habe, und beide Hälften von vielem …“ Zwei Jahre später beging der Sohn Carol, an Depressionen leidend, Selbstmord. Wie auch beim Tod seiner Frau gab sich Frost eine Mitschuld. 1946 muss die Tochter Irma in einer psychiatrischen Klinik untergebracht werden.
1939 erschien eine Neuauflage der Collected Poems mit Frosts bekanntem Vorwort The Figure a Poem Makes, in welchem er seine dichterischen Grundsätze umriss.
Auf der nach dem Tode Elinors erworbenen Homer Noble Farm verliebte er sich in seine Nachbarin, die verheiratete Kay Morrison, die ihm „Managerin, beste Freundin, Objekt von Anbetung und Zurechtweisung und Sekretärin“ war. Wie eng diese Beziehung wirklich gewesen war, ist nicht dokumentiert. Man geht aber davon aus, dass er The Silken Tent und Never Again would Bird’s Songs Be the Same für sie schrieb und auch den nächsten Gedichtband, A Witness Tree, Kay Morrison widmete. Dieser brachte ihm den vierten Pulitzer-Preis ein.
Obwohl er den Kriegseintritt der USA im Dezember 1941 begrüßte, lehnte Frost es ab, sich aktiv als Schriftsteller für die Alliierten einzusetzen. 1942 erreichte er eine dauerhafte Anstellung am Dartmouth College mit Pensionsanspruch, parallel dazu wurde es ihm ermöglicht, weiterhin Vorlesungen an der Harvard University zu halten. In der Zwischenzeit hatte er sich für die Wintermonate ein Domizil in Miami, Florida, geschaffen, das er Pencil Pines nannte. Generell hatte er eine Sammelleidenschaft für verlassene Farmen entwickelt. Derer besaß er am Ende seines Lebens mehrere.
1945 veröffentlichte Frost A Masque of Reason, das erste von zwei Kurzdramen. „Als 43. Kapitel des Buchs Hiob“, wie Frost es nannte, behandelt es teils mit bitterem Humor die Frage, warum Gott das menschliche Leid zulässt. Das zweite Werk dieser Art, A Masque of Mercy, zwei Jahre später erschienen, drehte sich um ähnliche Fragen, fand jedoch bei der Kritik weniger Beifall. 1947 kam die Gedichtsammlung Steeple Bush heraus, die in der Presse zunächst kontrovers diskutiert wurde, was bei Frost ernste psychosomatische Herzbeschwerden auslöste. Die Dichterin Gladys Campbell zählte ihn hingegen zu jener Zeit bereits zu den unsterblichen Klassikern der englischsprachigen Dichtung.
Zu Frosts 75. Geburtstag verabschiedete der US-Senat eine Resolution zu seinen Ehren: „Seine Gedichte haben dazu beigetragen, Denken, Humor und Weisheit des Amerikaners zu lenken, indem sie uns eine verlässliche Darstellung von uns selbst und allen Menschen vermitteln.“ Auch zum 85. Geburtstag wurde er auf diese Art geehrt.
1949 erscheinen seine Complete Poems, die alles enthielten, was er bis dahin in Buchform veröffentlicht hatte. Im Sommer 1953 schrieb Frost das Langgedicht Kitty Hawk, das er selbst als sein „wichtigstes Gedicht der letzten zehn Jahre“ bezeichnete, und das als eine Art Glaubensbekenntnis aufgefasst werden kann.
In den folgenden Jahren ergriff Frost – auf vielfachen Wunsch – die Rolle eines Diplomaten: 1954 reiste er nach Brasilien, traf sich mit Außenminister John Foster Dulles und auch die United States Information Agency war daran interessiert, international geachtete Persönlichkeiten dafür zu gewinnen, das Ansehen der USA zu heben. 1957 wurde er in diesem Zusammenhang nach Großbritannien entsandt, die Reise wurde eine Aneinanderreihung von Anerkennungen und Auszeichnungen, unter anderen verliehen ihm die Universitäten Oxford und Cambridge jeweils die Ehrendoktorwürde – eine sehr seltene doppelte Ehrung, die jedoch von Frost mehr oder weniger erwartet worden war. Eine bewegende Ansprache zu Ehren des Dreiundachtzigjährigen hielt 1957 der Nobelpreisträger T. S. Eliot, zu dem Frost zeitlebens ein zwiespältiges Verhältnis hatte. 1961 hatte er die Ehre, zur Amtseinführung John F. Kennedys sein Gedicht The Gift Outright vorzutragen, und im folgenden Jahr erschien mit In the Clearing ein letzter Gedichtband, der sein Spätwerk umfasst.
Schon mehrmals für die USA in diplomatischer Mission unterwegs gewesen, reiste Frost trotz schwerer Erkrankung im August 1962 in die Sowjetunion, um dort Nikita Chrustschow zu treffen. Er verlas dort u. a. sein Gedicht Mending Wall. Kurz vor seinem Tod wurde die später mit einem Oscar ausgezeichnete Filmdokumentation Robert Frost: A Lover’s Quarrel with the World fertiggestellt. Robert Frost starb im Januar 1963, er ist auf dem Old Bennington Cemetery in Bennington, Vermont, im Familiengrab beerdigt.

Einige Monate später sagte John F. Kennedy anlässlich der Einweihung der Robert Frost Library in Amherst: “Indem wir Robert Frost ehren, ehren wir die tiefste Quelle unserer nationalen Stärke. Diese Stärke nimmt viele Formen an und die offensichtlichsten Formen sind nicht immer die wichtigsten … Unsere nationale Stärke zählt; aber der Geist, der unsere Stärke durchdringt und leitet, ist ebenso wichtig. Darin lag die besondere Bedeutung von Robert Frost.”

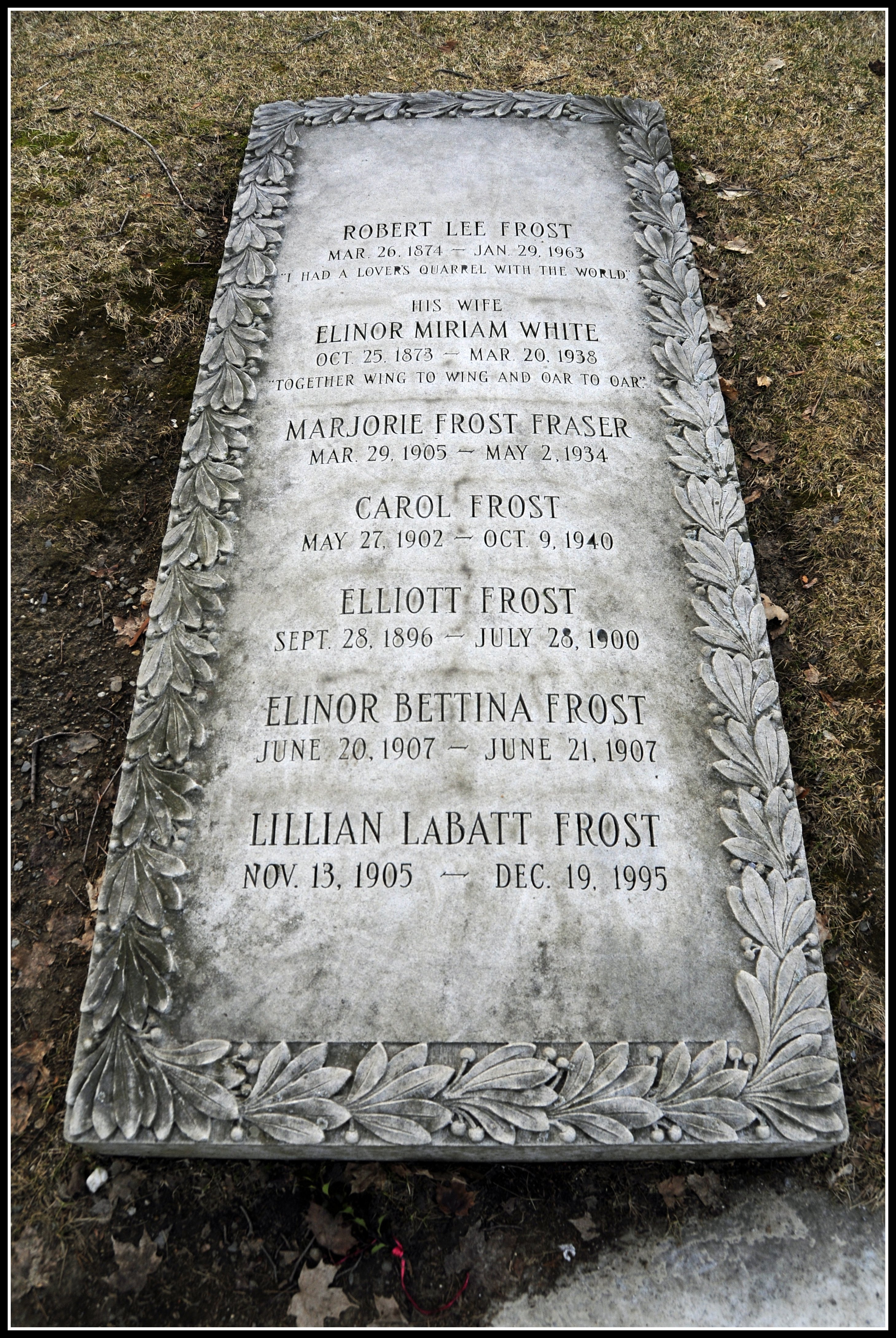
Das Familiengrab der Frosts in Bennington

## Themen
Frost wird weitgehend mit Neuengland assoziiert. In der Tat widmete er in seiner ersten Lebenshälfte Land und Leuten dort einen großen Teil seines Werks, und zwar als nüchterne Bestandsaufnahme. Es ging ihm nicht um eine schwärmerische Beschreibung der Natur oder eine Verklärung des Landlebens, sondern um eine neuartige Schilderung der Realität. Sie kreist hauptsächlich um die Themenkomplexe Verhältnis des Menschen zur Natur (A Hillside Thaw), soziales Zusammenleben (A Time to Talk) bzw. soziale Isolation (The Hill Wife, The Most of It) und körperliche Arbeit (Two Tramps in Mud Time). Vielbesungenen Sujets wie Blumen oder Liebe näherte er sich auf neue und originelle Weise (The Rose Family, Rose Pogonias, The Telephone, The Subverted Flower). Die Beschreibung der Landschaft Neuenglands, der Tiere und Pflanzen, der Wettererscheinungen etc. sind ihm nie Selbstzweck, sondern Ausgangspunkt für weiterführende Gedanken, an denen er allgemein menschliche Fragestellungen aufzeigt. Es geht ihm also nicht um Natur, sondern um den Menschen, um dessen Bedingungen und dessen Ausprägungen. Frost bemerkte selbst dazu:

“I had only three or four pure nature poems. The rest were human portraits with a nature setting.”

„Ich habe nur drei oder vier reine Naturgedichte geschrieben. Der Rest waren menschliche Porträts in einer Naturumgebung.“

Dabei verarbeitete er auch den Prozess des Dichtens, wie er ihn verstand, zu Gedichten (metaphorisch in Pan with Us, The Oven Bird, Range-Finding oder The Axe-Helve, direkt in In a Poem). Diese Mehrschichtigkeit erlaubt selten eine eindeutige Aussage darüber, was der Dichter nun meinte. In den letzten drei seiner neun Anthologien spielt Neuengland kaum mehr eine Rolle. Stattdessen lässt sich Frost von allgemeinen Beobachtungen, dem Tagesgeschehen, Erinnerungen, vorgefundenen Erzählungen und naturwissenschaftlichen Erkenntnissen inspirieren. Immer mehr treten Reflexionen in den Vordergrund.
Der Literaturkritiker Lionel Trilling nannte Robert Frost anlässlich dessen 85. Geburtstags „a terrifying poet.“ Das sehr beliebte Acquainted with the Night repräsentiert die Düsterkeit, die sich wie ein roter Faden durch Frosts Gesamtwerk zieht. Weitere Beispiele dafür, um einige bekannte davon zu nennen, sind Desert Places und Neither Far Out Nor in Deep. Auch Frosts Meisterwerke Stopping by Woods on a Snowy Evening und The Road not Taken haben trotz scheinbarer Leichtigkeit ihre dunklen Aspekte. Dementsprechend ist der Verfall materieller Dinge, im damaligen Neuengland sehr präsent, aber auch geistiger Niedergang ein stets wiederkehrendes Thema, das sich in Gedichten wie Ghost House, The Need of Being Versed in Country Things oder Directive, aber auch in Nothing Gold Can Stay widerspiegelt, ohne dass dies bedauert oder beklagt wird. Die Auflösung wird als Teil eines natürlichen Prozesses betrachtet, der die Entstehung neues Lebens ermöglicht.
Trotz aller Düsterkeit „ist ein wesentliches Ingrediens der Dichtung Frosts der trockene, lakonische, für den Neuengländer typische Humor.“ Frost schrieb selbst:

“I have been counting and I find that seven out of fifteen of the poems in N. of Boston are almost humorous – four almost jokes; The Mountain, A Hundred Collars, The Code, The Generations of Men.”

„Ich habe gezählt und finde, dass sieben von fünfzehn der Gedichte in North of Boston beinahe humorvoll sind – vier sind beinahe Witze: The Mountain, A Hundred Collars, The Code, The Generations of Men.“

In Frosts Lyrik reizen vor allem die beiden Gedichte In a Disused Graveyard und The Armful zum Lachen, und in vielen anderen ist ebenfalls eine gewisse Komik zu entdecken.

## Religiöse und philosophische Aspekte
Frosts Gedichte sind Illustrationen seiner ontologischen und erkenntnistheoretischen Überzeugungen. Seine Bindung an den christlichen Gottesglauben ist uneindeutig, lediglich in den letzten Lebensjahren scheint er dazu zurückgekehrt zu sein (A Concept Self-Conceived). Immerhin verweist er in seinen Dichtungen immer wieder auf Bibelstellen. Auch erscheint Gott selbst in seiner Dichtung, und zwar auf unterschiedliche Weise: als handelnde Figur (Once by the Pacific, A Masque of Reason) oder als Dialogpartner des Ichs in dem Zweizeiler:

“Forgive, O Lord, my little jokes on Thee / And I’ll forgive Thy great big one on me.”

„Vergib mir, Gott, die kleinen Witze, die ich über Dich mache / Und ich vergebe Dir Deinen großen über mich.“

Andererseits werden Gottes Güte und Allmacht im Sonett Design infrage gestellt und in I Will Sing You One-O eingestanden, dass der Mensch sich über die Natur Gottes nur subjektive Vorstellungen machen kann.

“… To which man send his Speculation Beyond which God is …”

„… denen der Mensch seine Spekulation schickt, jenseits derer Gott ist …“

Zu Frosts Gedanken zum Verhältnis von Geist und Materie hingegen gibt es zahlreiche Belege. Ein Schlüsseltext ist das gereimte Langgedicht Kitty Hawk aus In the Clearing, in dem er seine Erinnerungen an die Wanderung durch den Dismal Swamp (als Metapher für Erde und Materie), die erfolgreichen Erstflüge der Brüder Wright (als jene für Himmel und Geist) und metaphysische Spekulation miteinander verknüpft. Das Augenmerk liegt hier darauf, dass die Verbindung von Geist und Körper neues Leben hervorbringt. Die folgenden Zeilen 246–250 aus Kitty Hawk hielt Frost für so wichtig, dass er sie noch einmal als erstes Gedicht der genannten Anthologie voranstellte:

“… Spirit enters flesh
And for all it’s worth
Charges into earth
In birth after birth
Ever fresh and fresh.”

„Der Geist tritt ein ins Fleisch
und lädt auf die Erde,
was immer es wert ist,
in Geburt nach Geburt,
immerzu frisch“

Schon in früheren Gedichten war es Frosts Anliegen, die Erde, das Materielle aufzuwerten. In Birches, Zeilen 53, 56 und 57 heißt es ausdrücklich:

“Earth’s the right place for love … I’d like to … climb … Toward heaven …”

„Die Erde ist der rechte Platz für die Liebe … Ich möchte … dem Himmel entgegen klettern …“

Dabei ließ Frost selbst das „Toward“ kursiv drucken, um zu sagen, dass der Mensch sich nur in Richtung auf das Geistige bewegen, aber nie sein materielles Dasein ganz verlassen kann.
Breiten Raum in Frosts Werk nehmen die Gedichte ein, die über das Verhältnis von Mensch und Natur reflektieren, wobei Natur nicht nur geologische Gegebenheiten, Flora und Fauna meint, sondern auch die Welt der Sterne und das Universum sowie die Abläufe der Natur, wie sie von den modernen Naturwissenschaften erforscht und in Theorien systematisiert sind (am deutlichsten erkennbar in Any Size We Please). Entgegen den Ansichten der Romantiker und insbesondere Wordsworths, die die Natur als dem Menschen affin oder sie als Führerin zur Transzendenz ansahen, war Frosts Grundhaltung die, dass die Natur ein Chaos sei, dem Menschen fremd bleibe und ihm indifferent gegenüberstehe, umgesetzt vor allem in den Gedichten Stars und The Most of It, während der Mensch ihr gegenüber Emotionen hege, wie eben Furcht oder Freude (Iris by Night, Fragmentary Blue). In Gedichten wie den letztgenannten „bietet sie sich als Sphäre dar, in der der Mensch … zu sich selbst findet, indem er die Schönheit der Natur auf sich wirken lassen kann.“ In ihrer Willkür kann die Natur durchaus den Absichten des Menschen entgegengesetzt sein und den Widerstand zu überwinden, stärkt und erhöht den Menschen (On a Tree Fallen Across a Road). „Hinter der realistischen Lebenshaltung, dem Selbstbewusstsein und Behauptungswillen vieler Frostschen Figuren steht der Glaube an die Kraft im Menschen, allen Bedrohungen zum Trotz auszuharren und zu überdauern … Indem der einzelne sich inmitten einer auf Ausbreitung bedachten Wildnis und einer in Verwirrung geratenen Gesellschaft seinen eigen Bereich absteckt und kultiviert, vermag er seine Persönlichkeit zu wahren …“ Mehr noch, Frost war der Meinung:

“… that man can and must establish a clearing in the wilderness, a limited domain of ethical order in terms of which he can save his humanity despite the prospect of moral chaos.”

„… dass der Mensch eine Lichtung in der Wildnis errichten kann und muss, einen begrenzten Bereich ethischer Ordnung, in Bezug auf den er seine Menschlichkeit trotz der Aussicht auf ein moralisches Chaos retten kann.“

Daraus gewinnt das Individuum seine Würde. Zu den Hoffnung machenden und ermunternden Gedichten zählen Atmosphere, The Cocoon oder Acceptance. In The Figure in the Doorway beschreibt er einen Menschen, der sich erfolgreich der Wildnis entgegensetzt und sich seine Nische geschaffen hat. Das Mittel dazu ist die Arbeit als sowohl physische als auch geistige Anstrengung. Letztendlich ist für Frost der Prozess des Dichtens selbst eine Arbeit, die der Welt, wenn auch im Kleinen, Struktur verleiht, und sagt:

“Poetry is a momentary stay against confusion.”

„Poesie ist ein vorübergehender Halt gegen die Verwirrung.“

Von daher findet Frosts Wahl, sich an Reim und Metrum zu halten, seine tiefere Begründung und durch den Gebrauch der Erscheinungen der Welt als Metapher wird diesen vom Menschen ein Sinn beigelegt.
Gleichermaßen sieht Frost das Schicksal als etwas an, dem sich der Mensch nicht entziehen kann. Körperliche und seelische Blessuren sind unvermeidlich, doch sind sie der Preis dafür, das Leben leben zu dürfen (A Question. In: A Witness Tree, Quantula). Und schon gar nicht gebe es einen Anspruch auf Glück, wie auch Glück allenfalls eine kurzlebige Sache sei. Schon der Versuch, zumindest das Warum oder Wozu von Schicksalsschlägen zu verstehen oder auch das eigene Leben bewusst zu planen, bleibt angesichts der beschränkten Erkenntnismöglichkeiten des Menschen erfolglos (For Once, Then, Something). Der Erkenntnis dieser Grenzen des menschlichen Verstandes dienen auch die Doppeldeutigkeiten und der Hintersinn, die Frost seinen Dichtungen verliehen hat.

“Frost does not compensate the vagueness of what he looks for by casting himself as a mystic or visionary, or by assenting to a particular ideology in a world that is only suggestively knowable. Instead of augury – and in place of the idea that looking down wells is the means to an archaic knowledge – Frost affirms uncertainties.”

„Frost kompensiert die Unbestimmtheit dessen, wonach er sucht, nicht, indem er sich als Mystiker oder Visionär ausgibt oder einer bestimmten Ideologie folgt in einer Welt, die nur andeutungsweise erkennbar ist. Anstelle von Vorahnungen – und anstelle der Vorstellung, dass der Blick in Brunnen das Mittel zu einem archaischen Wissen ist – bejaht Frost Unsicherheiten.“

## Politische Positionen
Auch Frosts politische Einstellung ist von Ambiguität gekennzeichnet. Er hatte vor und nach der Jahrhundertwende für viele Jahre das harte Leben der Arbeiter und Bauern in Neuengland geteilt und stellte es in seinen Dichtungen dar (After Apple-Picking), mitunter mit erschreckenden Details. (Out, out –). In einigen frühen Gedichten verurteilte er die Ausbeutung der Arbeiter. Im Allgemeinen ging es ihm aber nicht darum, Mitgefühl zu erregen oder Veränderungen zu fordern, sondern er wollte die Auswirkungen dieser Härten auf den Charakter der Menschen verdeutlichen. Aus seinem Menschenbild heraus, das die Kraft des Individuums betonte, sah er wenig Sinn in politischem Handeln oder gar Revolutionen. Daher stand er dreißig Jahre später Roosevelts New Deal kritisch gegenüber (An Equalizer), wie er auch Eingriffe des Staates zugunsten der unteren Schichten als kontraproduktiv ablehnte (A Roadside Stand). Er wurde deswegen von der politischen Linken stark angegriffen.
Den Genozid an den Indianern verurteilte er nicht explizit, verdichtete aber dessen Brutalität und den damit verbundenen Rassismus zu einer einzigen grauenhaften Handlung in dem Blankverstext The Vanishing Red.
Der Kalte Krieg und die atomare Bedrohung fanden Niederschlag in mehreren Gedichten, zum Beispiel in Bursting Rapture, The Planners und No Holy Wars for them. Die Folgen des politischen Handelns werden darin drastisch geschildert, denen gegenüber das Individuum sich nur mit Fatalismus wappnen kann.
Robert Frost war stolz darauf, Amerikaner zu sein und sang der Besiedelung Nordamerikas durch die Europäer und dem Ringen um einen Staat neuer Art mit The Gift Outright ein Loblied. Dem Thema gemäß ging er dabei ausnahmsweise formal einen neuen Weg, den er jedoch nicht weiterverfolgte.

## Dichterische Form
Frost war der Ansicht, ein Gedicht müsse streng strukturiert sein. Daher benützte er herkömmliche Metren und herkömmlichen Reim, bei genauerer Untersuchung zeigt sich aber, dass er beides kreativ handhabte. Obwohl es auch einige Gedichte in Trochäen (To the Thawing Wind, Kitty Hawk), Daktylen (Blueberries) und weiteren seltenen Metren (The Bad Island-Easter) gibt, hielt Frost Jamben für der englischen Sprache am angemessensten und unterschied zwischen strict iambic meter und loose iambic meter. Loose iambic meter meint, dass die tatsächliche Betonung des Satzes vom vorgegebenen Metrum abweicht, um den Satz möglichst ähnlich der gesprochenen Sprache klingen zu lassen und eine der Aussage gemäße Satzmelodie zu erzielen. Die Bandbreite reicht von Gedichten, in denen dies nur ein- oder zweimal vorkommt bis zu solchen, die fast in jeder Zeile eine Störung aufweisen, wie in A Servant to Servants, wo es auch thematisch um geistige Verwirrung geht. A Boundless Moment ist eines der ganz wenigen Gedichte mit strikt regelmäßigem Metrum. 
„Dichten ohne Reim ist wie Tennisspielen ohne Netz“ 
ist ein oft zitierter Satz Frosts. Für ihn war das Reimen ein Mittel, sich stets aufs Neue mittels seiner kreativen Kraft dem Widrigen und Chaotischen entgegenzustemmen. Es gibt tatsächlich außer den Blankverstexten nur ganz wenig Lyrik von ihm, die nicht gereimt ist, The Gift Outright und Directive beispielsweise. Doch auch in puncto Reimschema folgte er eigenen Ideen. Entsprechend dem loose iambic meter wandte er bei vielen Gedichten ein Schema an, dass man als „losen Reim“ bezeichnen könnte, ein Beispiel ist After Apple-picking: abbbcc dedfef ghhhg usw. Weitere Gedichte in dieser Form sind Kitty Hawk und The Sound of Trees. In 22 von seinen 28 publizierten Sonetten variierte er die Vorgaben des englischen oder italienischen Sonetts.
Stilistisch wandte er sich von der gehobenen Ausdrucksweise seiner Vorgänger ab, vermied Pathos und dichterische Versatzstücke und verschmolz gebundene Sprache mit dem Sprechduktus der Bauern und Arbeiter Neuenglands, der charakterisiert ist durch einfachen Wortschatz und eine knappe, klare und kraftvolle Ausdrucksweise. Seine Gedichtsammlung North of Boston mit ihren dramatischen Monologen und Dialogen stellt den Durchbruch dazu dar.
Insofern lässt sich sagen, dass Frost zwar kein literarischer Revolutionär, aber ein Erneuerer war, indem er den Zauber der Alltagssprache entdeckte und in die Lyrik einbrachte. Auf der anderen Seite gibt es in seinem Werk zahlreiche Bezüge zum literarischen Erbe, von der Bibel angefangen über die Dichter der römischen Antike bis zu Shakespeare, Wordsworth, Emerson und Thoreau. "Frost's originality stems not from rejection of the past but from deploying its resources in unforeseen ways.”